# Makora mimica
Makora mimica là một loài nhện trong họ Amphinectidae. Loài này phân bố ở New Zealand.